# Huit (lingerie)
Pour les articles homonymes, voir Huit (homonymie).
Huit est une marque de lingerie française créée en 1968.